# Verkhni Teleliüi
Verkhni Teleliüi (en rus: Верхний Телелюй) és un poble de l'óblast de Lípetsk, a Rússia, que el 2013 tenia 798 habitants. Pertany al districte rural de Griazi.